# Cuatro grandes del fútbol mexicano
En el fútbol mexicano, la denominación de los «Cuatro grandes» se refiere al grupo formado por los equipos: Club América, Guadalajara, Cruz Azul y Pumas UNAM que son considerados por la prensa local como los equipos más populares y exitosos de México.
La denominación tuvo sus orígenes durante los primeros años de la época del profesionalismo en la década de 1940, pero no fue hasta finales de siglo XX cuando su uso es generalizado. En México, han existido distintos factores por las que un equipo pudiese tener el estatús de «grande», entre los cuales están el número de títulos cosechados tanto a nivel nacional como internacional, popularidad a lo largo y ancho del país, estructura deportiva, impacto mediático en la sociedad, etc.
Entre estos cuatro equipos suman un total de 44 títulos de Liga, con América (16), Guadalajara (12) y Cruz Azul (9) ocupando tres de los primeros 5 lugares de la tabla de campeones, mientras que Pumas ocupa la octava posición (7); contando todos los campeonatos existentes o desactivados, los tres clubes antes mencionados (excepto Pumas) son los máximos ganadores de la historia con 40, 26 y 24 logros, respectivamente. También son, junto con Deportivo Toluca, Club Santos Laguna y Club Tijuana, los únicos siete equipos que nunca han descendido.

## Los clubes

### Club América
El Club América fue fundado el 12 de octubre de 1916, tras la fusión de dos equipos de fútbol formados por alumnos de dos colegios maristas de la Ciudad de México, el «Récord», fundado por los primos Rafael Garza Gutiérrez y Germán Núñez Cortina, alumnos del Colegio Mascarones; y el «Colón», fundado por el profesor y entrenador Eugenio Cenoz, integrado por alumnos del Colegio La Perpetua. El club debe su nombre a la propuesta de uno de sus muchos fundadores, Pedro 'Cheto' Quintanilla, a quien se le ocurrió el nombre en referencia a la fecha de fundación del club, coincidiendo con la conmemoración del descubrimiento de América por Cristóbal Colón. Un año después, en 1917, se formalizó su ingreso a la ya extinta Liga Mexicana de Football Amateur Association. Entre 1918 y 1920, el equipo jugó bajo el nombre de «Unión», después de absorber al resto de los equipos colegiales de los Hermanos Maristas. Con la profesionalización del fútbol en México en 1943, se convirtió en uno de los clubes fundadores de la actual Liga MX, donde ha permanecido desde entonces sin descender de categoría.
En 1959, después de tres años bajo la propiedad del empresario refresquero Isaac Bessudo, dueño de la marca Jarritos, el equipo fue adquirido por la módica suma de 425,000 pesos por el magnate de los medios de comunicación Emilio Azcárraga Milmo, apodado 'El Tigre', dueño de la compañía Televisa (antes Telesistema Mexicano). Con él al frente de las finanzas del club, el equipo se consolidó tanto a nivel profesional como entre los aficionados. La década de 1980 fue testigo del que para muchos fue el mejor América de todos los tiempos, de la mano de jugadores como Eduardo Bacas, Daniel Brailovsky, Carlos Hermosillo y Héctor Miguel Zelada y entrenadores como Carlos Reinoso (también figura del club como jugador en la década de 1970) y Jorge Vieira.
El equipo cuenta en su palmarés con 16 títulos de liga, 6 de Copa MX, 7 de Campeón de Campeones y 1 de Supercopa de la Liga MX. A escala internacional, el equipo cuenta con 7 títulos de la Liga de Campeones de la CONCACAF, 2 de la Copa Interamericana y 1 de la Copa de Gigantes de la CONCACAF. Todo lo anterior lo coloca como el club más exitoso de México y el más exitoso de la CONCACAF, con un total de 40 títulos oficiales. Disputa sus partidos como local en el Estadio Azteca (aunque entre 2024 a 2026 lo hace en el Estadio de la Ciudad de los Deportes a raíz de una remodelación del Azteca para la Copa Mundial de Fútbol de 2026), inaugurado el 29 de mayo de 1966 y con capacidad para 83,264 espectadores.

### Club Deportivo Guadalajara
El Club Deportivo Guadalajara fue fundado el 8 de mayo de 1906, bajo el nombre de «Unión Football Club», por el comerciante y agente de ventas belga Edgar Everaert y los hermanos Rafael y Gregorio Orozco. Dos años más tarde, en 1908, el equipo adoptó formalmente el nombre de la ciudad de Guadalajara, convirtiéndose en el «Guadalajara Football Club». Ese mismo año, fue inscrito en la desaparecida Liga de Occidente, en la que militó hasta 1943, con la creación de la actual Liga MX, convirtiéndose en uno de sus clubes fundadores, permaneciendo en el máximo circuito desde entonces.
Entre 1956 y 1965, el equipo vivió su década dorada, un periodo que más tarde se conocería como la "Época del Campeonísimo". De la mano de jugadores como Salvador Reyes, José Villegas y Juan Jasso, por mencionar algunos, el equipo se consolidó rápidamente como una institución respetada en el fútbol mexicano. En 2002, en medio de una crisis financiera, el club fue adquirido por el empresario multinivel Jorge Vergara, propietario de Omnilife, que contribuyó a estabilizar la economía del club. Cuatro años después, en 2006, en el marco de su centenario, el club se coronó campeón del Torneo Apertura 2006, tras una final ante Toluca.
El equipo cuenta en su palmarés con 12 títulos de liga, 4 de Copa MX, 7 de Campeón de Campeones, 1 de Supercopa MX y 2 de la Liga de Campeones de la CONCACAF, ocupando así el segundo lugar en el palmarés del fútbol mexicano, sumando un total de 26 títulos oficiales. Disputa sus partidos como local en el Estadio Akron, con capacidad para 49,850 espectadores.

### Club de Fútbol Cruz Azul
El Club de Fútbol Cruz Azul fue fundado el 22 de mayo de 1927, en la localidad de Jasso, Hidalgo (hoy Ciudad Cooperativa Cruz Azul), por trabajadores de la compañía cementera del mismo nombre, bajo el liderazgo de figuras como Carlos Garcés, quien jugó un papel fundamental en la promoción del deporte como medio de cohesión y recreación entre el personal de la empresa. En sus inicios, el equipo estuvo compuesto íntegramente por empleados de la cementera. Entre mediados de la década de 1930 y finales de la de 1940, el club cosechó grandes éxitos en el terreno amateur, batiéndose exitosamente con los equipos de reserva del Atlante, Necaxa, Marte y España, en la cancha del Parque Necaxa. Esto permitió que, al cumplir su primera década de existencia, el equipo ya contara con un considerable número de seguidores tanto en Hidalgo como en la Ciudad de México.
En 1953, Guillermo Álvarez Macías fue elegido director general de la cementera, lo que le convirtió en el dirigente del equipo. Durante su etapa al frente del club, considerada por muchos la más exitosa, el equipo logró ser inscrito en la Segunda División en 1961, tras la fusión un año antes, en 1960, del «Lafayette», equipo con sede en la Colonia Moctezuma de la Ciudad de México, y sólo tres años más tarde, en 1964, el equipo ascendió a la máxima categoría, donde ha permanecido desde entonces, bajo la dirección del entrenador húngaro Jorge Marik. No sería sino hasta la década de 1970 cuando el equipo viviría su década dorada, de la mano de jugadores como Miguel Marín, Alberto Quintano, Javier Guzmán, Héctor Pulido, Fernando Bustos, Octavio Muciño y Eladio Vera y entrenadores como Raúl Cárdenas e Ignacio Trelles.
El equipo cuenta en su palmarés con 9 títulos de liga, 4 de Copa MX, 3 de Campeón de Campeones, 1 de Supercopa de la Liga MX, y 1 de Supercopa MX. A escala internacional, el equipo cuenta con 7 títulos de la Liga de Campeones de la CONCACAF. Con un total de 25 títulos oficiales, ocupa el tercer lugar en el palmarés del fútbol mexicano, detrás del América y el Guadalajara. Disputa sus partidos como local en el Estadio Olímpico Universitario, con capacidad para 72,000 espectadores.

### Club Universidad Nacional
El Club Universidad Nacional fue fundado el 2 de agosto de 1954, por la iniciativa de un grupo de estudiantes y profesores de la Universidad Nacional Autónoma de México (UNAM), con la aprobación del entonces rector de la universidad, Nabor Carrillo. No fue sino hasta un mes después, el 4 de septiembre de ese mismo año, cuando el equipo fue aceptado formalmente en la Segunda División, aunque no debutaría hasta ocho días después, el 12 de septiembre, en un partido contra el Monterrey. Ocho años más tarde, en 1962, el equipo ascendió a la máxima categoría, en la que ha permanecido desde entonces.
Entre 1977 y 1982, el equipo vivió una de las mejores épocas de su historia, con jugadores como Evanivaldo Castro «Cabinho», Leonardo Cuéllar, Cándido, Juan José Muñante y Hugo Sánchez, este último consagrado como el mejor jugador mexicano del siglo XX.
El equipo cuenta en su palmarés con 7 títulos de liga, 1 de Copa MX y 2 de Campeón de Campeones. A escala internacional, el equipo cuenta con 3 títulos de la Liga de Campeones de la CONCACAF y 1 de la Copa Interamericana. Con un total de 14 títulos oficiales, ocupa el octavo lugar en el palmarés del fútbol mexicano, muy por debajo de los otros tres equipos grandes. Disputa sus partidos como local en el Estadio Olímpico Universitario, con capacidad para 72,000 espectadores.

## Datos generales
| Club         | Ciudad           | Estadio                                                           | Capacidad | Año de fundación                                             |
| ------------ | ---------------- | ----------------------------------------------------------------- | --------- | ------------------------------------------------------------ |
| Club América | Ciudad de México | Estadio Azteca Estadio de la Ciudad de los Deportes (provisional) | 36.681    | 12 de octubre de 1916 (108 años)                             |
| Cruz Azul    | Ciudad de México | Estadio Olímpico Universitario                                    | 72.000    | 22 de marzo de 1927 (98 años) o 27 de mayo de 1927 (98 años) |
| Guadalajara  | Zapopan          | Estadio Akron                                                     | 49.850    | 8 de mayo de 1906 (119 años)                                 |
| Pumas UNAM   | Ciudad de México | Estadio Olímpico Universitario                                    | 72.000    | 2 de agosto de 1954 (71 años)                                |

## Finales entre sí
A lo largo de la historia, los llamados «grandes del fútbol mexicano» han protagonizado entre ellos varías finales de Liga y en menor medida, Copa y Campeón de Campeones.

### Liga
| Temporada       | Campeón         | Resultado           | Subcampeón      | Sede Final                                                                                |
| Enfrentamientos | Enfrentamientos | Enfrentamientos     | Enfrentamientos |                                                                                           |
| --------------- | --------------- | ------------------- | --------------- | ----------------------------------------------------------------------------------------- |
| 1971-72         | Cruz Azul       | 4 - 1               | Club América    | Estadio Azteca, Ciudad de México                                                          |
| 1978-79         | Cruz Azul       | 0 - 0, 2 - 0        | UNAM            | Estadio Olímpico Universitario, Ciudad de México / Estadio Azteca, Ciudad de México       |
| 1980-81         | UNAM            | 0 - 1, 4 - 1        | Cruz Azul       | Estadio Azteca, Ciudad de México / Estadio Olímpico Universitario, Ciudad de México       |
| 1983-84         | Club América    | 2 - 2, 3 - 1        | Guadalajara     | Estadio Olímpico Universitario, Ciudad de México / Estadio Azteca, Ciudad de México       |
| 1984-85         | Club América    | 1 - 1, 0 - 0, 3 - 1 | UNAM            | Estadio Azteca, Ciudad de México / Estadio Olímpico Universitario, Ciudad de México       |
| 1986-87         | Guadalajara     | 1 - 2, 3 - 0        | Cruz Azul       | Estadio Azul, Ciudad de México / Estadio Jalisco, Guadalajara                             |
| 1987-88         | Club América    | 0 - 1, 4 - 1        | UNAM            | Estadio Olímpico Universitario, Ciudad de México / Estadio Azteca, Ciudad de México       |
| 1988-89         | Club América    | 2 - 3, 2 - 2        | Cruz Azul       | Estadio Azul, Ciudad de México / Estadio Azteca, Ciudad de México                         |
| 1989-90         | UNAM            | 2 - 3, 1 - 0        | Club América    | Estadio Olímpico Universitario, Ciudad de México / Estadio Azteca, Ciudad de México       |
| Clausura 2004   | UNAM            | 1 - 1, 0 - 0        | Guadalajara     | Estadio Jalisco, Guadalajara / Estadio Olímpico Universitario, Ciudad de México           |
| Clausura 2013   | Club América    | 0 - 1, 2 - 1        | Cruz Azul       | Estadio Azul, Ciudad de México / Estadio Azteca, Ciudad de México                         |
| Apertura 2018   | Club América    | 0 - 0, 2 - 0        | Cruz Azul       | Estadio Azteca, Ciudad de México / Estadio Azteca, Ciudad de México                       |
| Clausura 2024   | Club América    | 1 - 1, 1 - 0        | Cruz Azul       | Estadio de la Ciudad de los Deportes, Ciudad de México / Estadio Azteca, Ciudad de México |

### Copa
| Temporada       | Campeón         | Resultado       | Subcampeón      | Sede Final                                             |
| Enfrentamientos | Enfrentamientos | Enfrentamientos | Enfrentamientos |                                                        |
| --------------- | --------------- | --------------- | --------------- | ------------------------------------------------------ |
| 1953-54         | Club América    | 1 - 1           | Guadalajara     | Estadio de la Ciudad de los Deportes, Ciudad de México |
| 1954-55         | Club América    | 1 - 0           | Guadalajara     | Estadio de la Ciudad de los Deportes, Ciudad de México |
| 1973-74         | Club América    | 1 - 1, 2 - 1    | Cruz Azul       | Estadio Azteca, Ciudad de México                       |

### Campeón de Campeones
| Temporada       | Campeón         | Resultado       | Subcampeón      | Sede Final                                                                          |
| Enfrentamientos | Enfrentamientos | Enfrentamientos | Enfrentamientos |                                                                                     |
| --------------- | --------------- | --------------- | --------------- | ----------------------------------------------------------------------------------- |
| 1964            | Guadalajara     | 2- 0            | Club América    | Estadio Olímpico Universitario, Ciudad de México                                    |
| 1965            | Guadalajara     | 2 - 1           | Club América    | Estadio Olímpico Universitario, Ciudad de México                                    |
| 1974            | Cruz Azul       | 2 - 1           | Club América    | Estadio Azteca, Ciudad de México                                                    |
| 2005            | Club América    | 0 - 0, 2 - 1    | UNAM            | Estadio Olímpico Universitario, Ciudad de México / Estadio Azteca, Ciudad de México |

## Debates acerca del término
El concepto de «equipos grandes» en México, al igual que sucede en otros países, ha sido objeto de controversias y debates. Las críticas suelen ser tanto al término en sí como en los factores que lo definen, así como la inclusión o exclusión de un equipo.

### «Quinto Grande»
El tema del «quinto grande» en el fútbol mexicano ha sido una discusión en años recientes entre directivos, especialistas, periodistas y aficionados. A través de méritos deportivos o extradeportivos, varios equipos han reclamado tal etiqueta. Desde la década de 1990, tres clubes se han destacado, en ocasiones, por encima de los 4 grandes: Club de Fútbol Pachuca, Deportivo Toluca y Tigres UANL.
En el caso de Pachuca, los argumentos esgrimidos para ser considerado como «quinto grande» son el ser uno de los clubes más longevos del balompié nacional -los Tuzos son la institución más antigua del país con más de un siglo de existencia-, ser el único club mexicano en ganar un torneo continental organizado por Conmebol (la Copa Sudamericana en 2006) y dos torneos internacionales organizados por FIFA (la Copa Derbi de las Américas y la Copa Challenger de la FIFA en 2024), además de ganar la Liga de Campeones de la Concacaf en seis ocasiones, y también ser la institución deportiva con más escuelas de fútbol en México. Sin embargo, quienes no lo ven como equipo grande afirman que el club ya pasó por el descenso o que no posee afición más allá de su ciudad.
Sobre Toluca, expertos lo colocan entre los equipos grandes dado por el número de trofeos de Liga, Copa y competiciones internacionales que ha cosechado, siendo únicamente superado por el Club América y el Guadalajara en campeonatos de liga. Como se mencionó antes, está entre los equipos que jamás han descendido de Primera División, un argumento a menudo utilizado por aficionados del club. Aunque los Diablos Rojos poseen una de las aficiones más vastas y fieles del país como para incluso ser un «quinto grande», también cuenta con poca o nula popularidad fuera de fronteras.
Por último, la cuestión de Tigres como «quinto grande» es el más sonado del debate, a raíz del crecimiento tanto futbolístico como estructural del club a inicios de la década de 2010. En ese periodo, los Felinos habían disputado gran cantidad de finales entre Liga, Copa y torneos internacionales, incluso siendo el tercer equipo mexicano después de Cruz Azul y Guadalajara en disputar una final de Copa Libertadores y el primero -tanto del país como de Concacaf- en alcanzar una final de Mundial de Clubes. Quienes no consideran a Tigres como grande argumentan que el equipo no posee una historia «tradicional» o, mismo caso que otros clubes que reclaman la etiqueta, no cuenta con afición fuera de su localidad.

### Exclusión de equipos
En la cultura futbolística del país, también se ha cuestionado la idea de Universidad Nacional y Cruz Azul como «equipos grandes». Ambos clubes, aunque cuentan con aficionados a nivel nacional o han logrado numerosos campeonatos que les han llevado a ser considerados como tal, suelen recibir críticas por el rendimiento de sus plantillas en los últimos años, sobre todo en el caso de los Pumas, que llevan una sequía de 10 años sin títulos.

### Uso del término «popular» por encima de «grande»
Debido al nivel futbolístico de la Liga o a las diferencias en títulos entre los clubes, se ha puesto de relieve el término «grande» y la validez de este en el contexto que se ha encontrado el fútbol mexicano históricamente. De ahí a que la prensa mexicana suela utilizar el término «popular» para refererise a los «cuatro grandes».